# Associação Nacional de Preservação Ferroviária
A ANPF - Associação Nacional de Preservação Ferroviária, fundada em 3 de março de 2001, é uma associação que tem como objetivos principais a preservação da memória ferroviária nacional, bem como o retorno, manutenção e ampliação do transporte ferroviário de passageiros. Tem sede na Estação Ferroviária de Sabaúna, distrito do município de Mogi das Cruzes, no estado de São Paulo, recuperada para o efeito.
Faz parte do Conselho Estadual de Turismo de São Paulo.

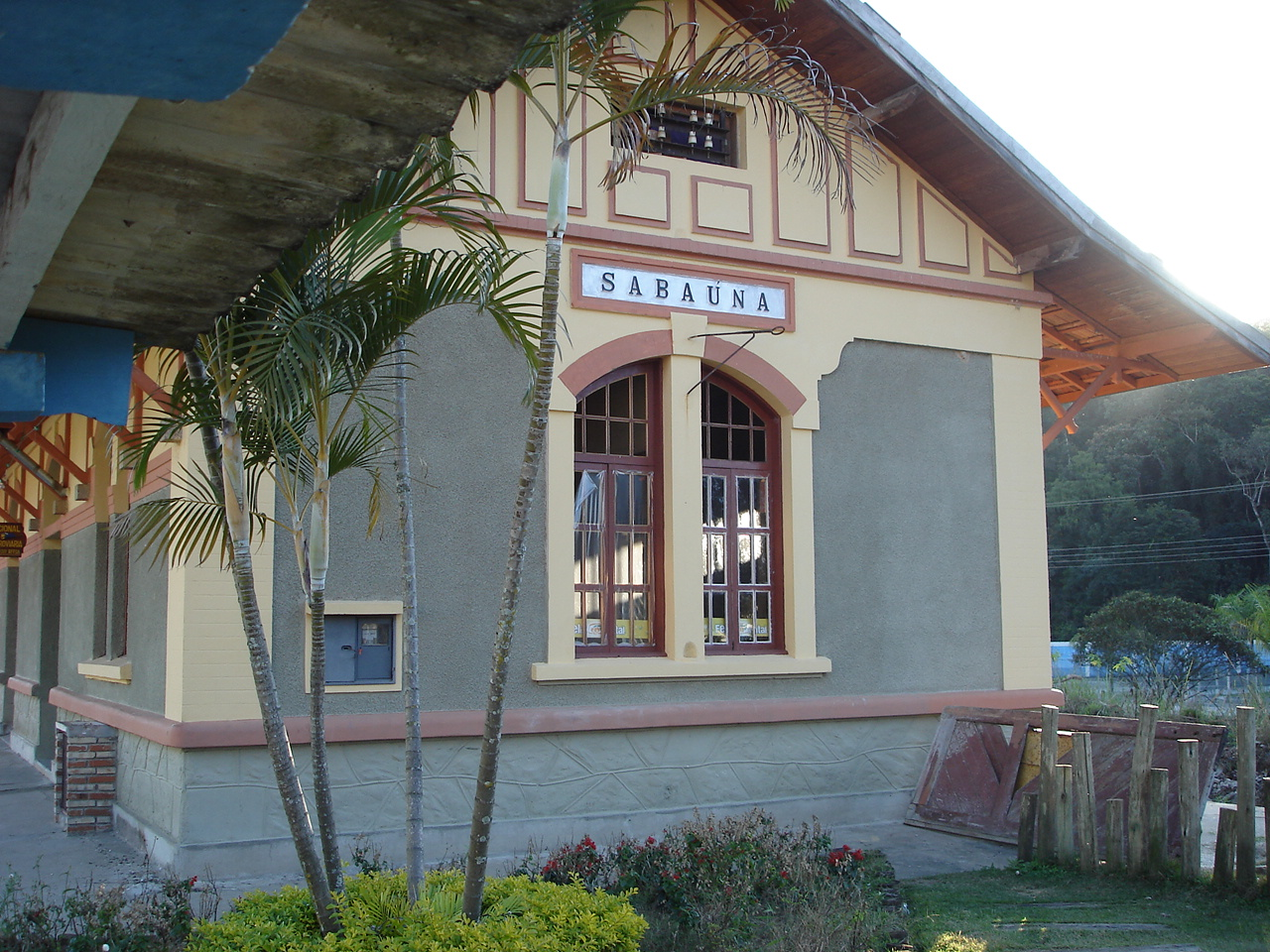
Estação Ferroviária de Sabaúna, vista de seu lado esquerdo

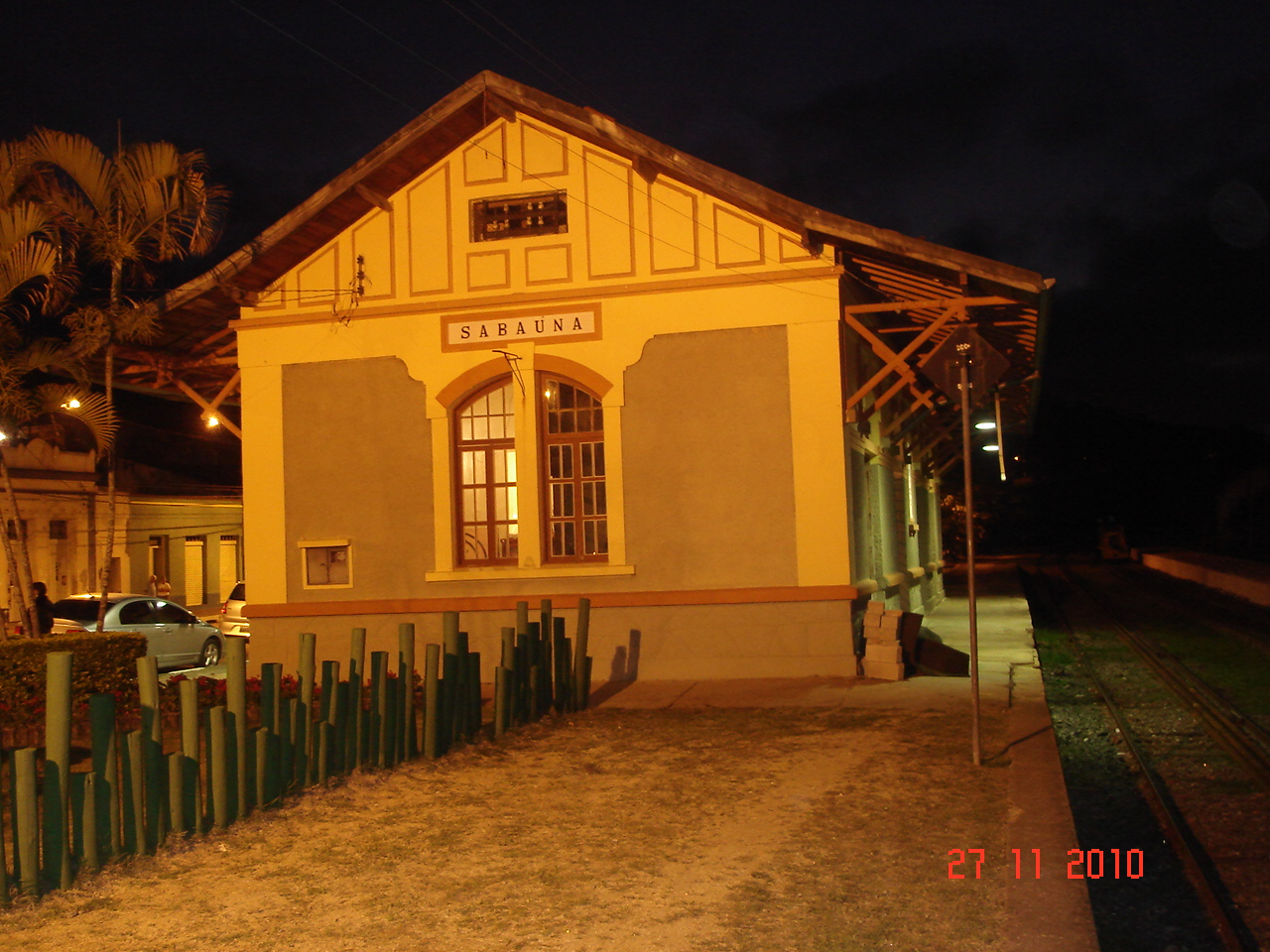
Inauguração da nova iluminação da Estação Sabaúna, em novembro/2010

## Realizações
Em Julho de 2004 esteve presente no Seminário de Preservação e Revitalização Ferroviária, no Rio de Janeiro.
Em Outubro de 2008, em parceria com a CPTM e a ABPF (Associação Brasileira de Preservação Ferroviária) organizou um exposição no Espaço Cultural CPTM, localizado na Estação Brás, retratando diferentes períodos e locomotivas antigas. A mostra fez parte das comemorações dos 150 Anos da Estrada de Ferro Central do Brasil [EFCB], iniciando-se a 15 de Outubro e prolongando-se até o final desse mês.
Em Dezembro do mesmo ano, em parceria com a ABPF, realizou pelo segundo ano consecutivo um trem beneficente de Natal, revivendo as viagens glamorosas dos trens de longo percurso. O trem saiu da estação da Luz, na capital paulista, com destino à estação de Sabaúna, demorando-se aí cerca de duas horas e partindo novamente para a estação da Luz. Foram utilizados como vagões dois carros da antiga Companhia Paulista de Estradas de Ferro e dois da antiga Estrada de Ferro Araraquara, datados de 1952 e 1962 respectivamente. Durante o evento foram distribuídos brinquedos por dezenas de crianças da comunidade de Sabaúna, no distrito de Mogi das Cruzes.